# Truxtun (Schiff, 1967)
| USS Truxtun (CGN-35) 1989 vor San Diego | |
| Dienstzeit                              | USN Jack |
| Geordert:                               | 23. Juni 1962 |
| Kiellegung:                             | 17. Juni 1963 |
| Stapellauf:                             | 19. Dezember 1964 |
| Indienststellung:                       | 27. Mai 1967 |
| Außerdienststellung:                    | 11. September 1995 |
| Verbleib:                               | Zerlegt |
| Technische Daten                        | |
| Verdrängung:                            | 9.200 ts |
| Länge:                                  | 172 Meter |
| Breite:                                 | 17,7 Meter |
| Tiefgang:                               | 9,4 Meter |
| Antrieb:                                | zwei Druckwasserreaktoren, zwei Wellen                                                                                 |
| Geschwindigkeit:                        | 30+ Knoten (56+ km/h)                                                                                                  |
| Besatzung:                              | 53 Offiziere, 543 Mannschaften                                                                                         |
| Bewaffnung:                             | Geschütze: 1 × 5" (12,7 cm) Luftverteidigung: Terrier, später CIWS U-Abwehr: ASROC, Torpedorohre nachgerüstet: Harpoon |
| Luftfahrzeuge:                          | Hangar für einen Helikopter                                                                                            |
| Baukosten:                              | 138,7 Mio. US-Dollar (FY 1962)                                                                                         |
| Motto:                                  | Ars navigandi – Fidelitas – Imperium                                                                                   |

Die USS Truxtun (DLGN-35/CGN-35) war ein Kriegsschiff der United States Navy und einzige Einheit der Truxtun-Klasse. Das Schiff war der dritte Atomkreuzer der Navy. Die Truxtun wurde, noch als Zerstörer klassifiziert, 1967 in Dienst gestellt und fuhr Einsätze im Vietnamkrieg und im Zweiten Golfkrieg. Dabei wurde das Schiff überwiegend als Radarvorposten für Flugzeugträger genutzt.

## Geschichte

### Baugeschichte
Die Truxtun wurde 1962 vom US-Kongress genehmigt, eigentlich als siebte Einheit der konventionell getriebenen Belknap-Klasse. Stattdessen wurde aber der Entwurf verändert, so dass ein Kernenergieantrieb verbaut wurde. Nach den beiden vorhergehenden Atomkreuzern Long Beach und Bainbridge war die Truxtun das dritte derartige Schiff der US Navy.
Die Kiellegung fand im Juni 1963 bei New York Shipbuilding in Camden, New Jersey statt. Stapellauf des Schiffes war nach 18 Monaten Bauzeit, dabei wurde das Schiff nach Thomas Truxtun getauft, dem Kommandanten der USS Constellation während des Quasi-Krieges zwischen den Vereinigten Staaten und Frankreich. Die Indienststellung der Truxtun fand 1967 statt. Zu dieser Zeit war das Schiff als Zerstörerführer mit Lenkwaffen, nuklear getrieben (DLGN) klassifiziert. Alternativ wurden DLs auch als Large Frigates (dt.: Große Fregatten) bezeichnet.
Das Schiff verließ Camden am 3. Juni 1967 und lief nach mehreren Hafenbesuchen in südamerikanischen Städten am 10. Juli um Kap Hoorn und damit in den Pazifik ein. Am 29. Juli erreichte das Schiff seinen Heimathafen in Long Beach, Kalifornien. Bis Ende 1967 unternahm die Truxtun mehrere Funktionstests, die positiv verliefen.

### Vietnamkrieg
Der erste Einsatz mit der 7. Flotte begann für die Truxtun am 2. Januar 1968. Nach kurzem Stopp in Pearl Harbor, Hawaii erreichte die Truxtun am 19. Juli den Hafen von Sasebo, Japan. Fünf Tage später verließ eine Kampfgruppe um die Enterprise Japan, um in die Gewässer des Japanischen Meeres zu verlegen, wo Nordkorea gerade das Spionageschiff Pueblo aufgebracht hatte. Dort operierte die Truxtun bis zum 16. Februar. Dann verlegte sie über die United States Naval Base Subic Bay auf den Philippinen vor die Küste von Vietnam, wo sie auf der Yankee Station diente. Die Truxtun war Radarvorposten für die Träger Enterprise, Bon Homme Richard und Ticonderoga. Am 6. Juli verließ die Truxtun ihre Station und erreichte am 19. ihren Heimathafen in Long Beach.

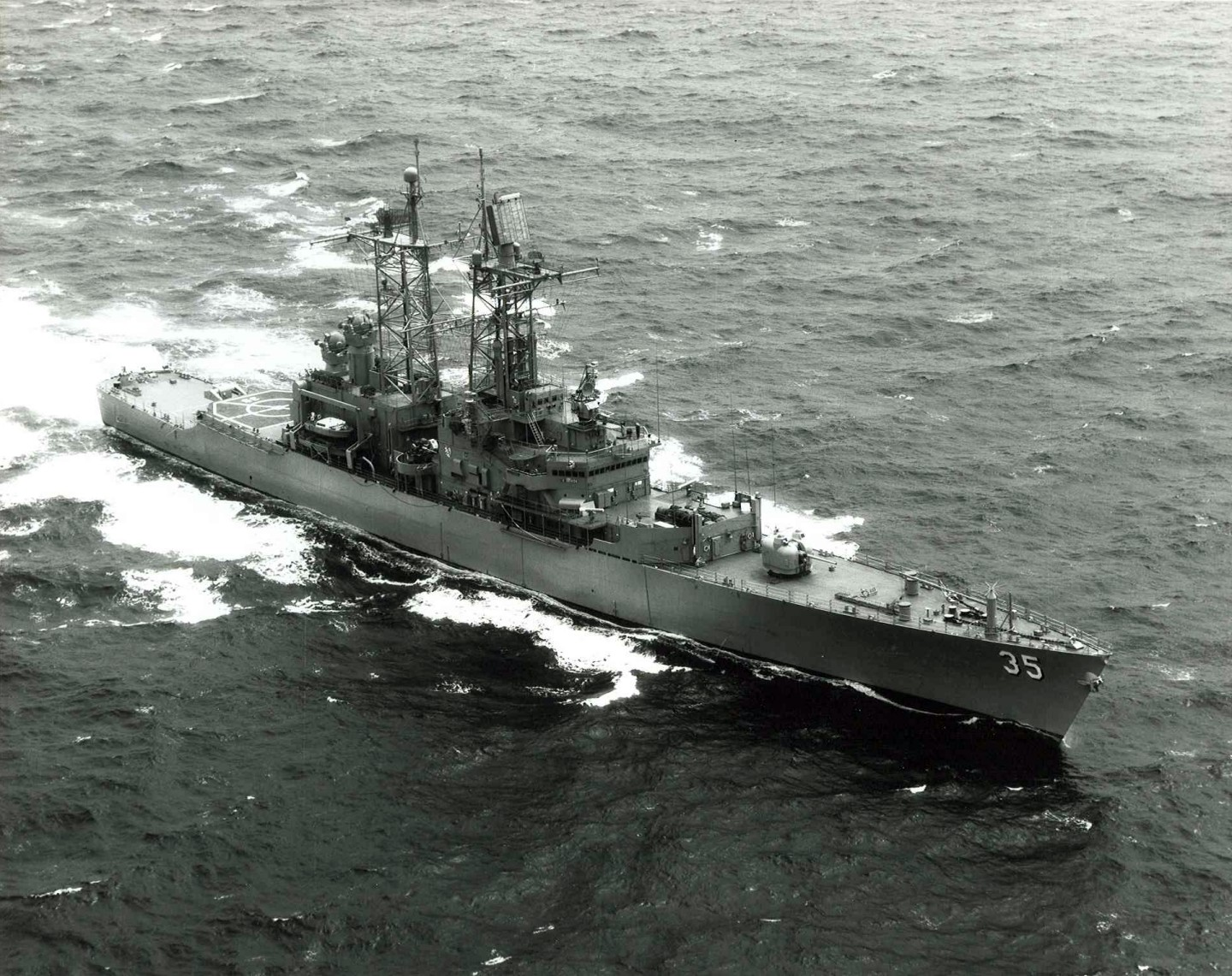
Die Truxtun 1970 im Pazifischen Ozean

Bis November 1968 führte die Truxtun Operationen in heimischen Gewässern durch: Während die Flugzeugträger Ranger, Kitty Hawk, Enterprise und Yorktown ihre Piloten die Trägerqualifikation erlangen ließen, diente die Truxtun als Radarvorposten. Ab Mitte November folgten einige Wochen als Schulschiff für die U-Jagd bis Anfang Dezember die ersten Vorbereitungen für eine Überholung begannen. Diese Werftliegezeit begann im Januar 1969 in der Puget Sound Naval Shipyard in Bremerton, Washington und dauerte bis April. Im Anschluss fuhr die Truxtun bis September vor der US-Westküste.
Wiederum mit Zwischenstopp in Pearl Harbor verlegte die Truxtun nach Subic Bay. Auch in dieser zweiten Einsatzfahrt diente das Schiff vor Vietnam und führte neben Radarüberwachung auch Combat-Search-and-Rescue-Einsätze durch. Später in diesem Einsatz befuhr die Truxtun das Japanische Meer sowie die Formosastraße und führte Übungen in den Gewässern vor Okinawa durch. Am 23. März 1970 erreichte sie dann ihren Heimathafen. Den Sommer des Jahres verbrachte das Schiff mit Übungsfahrten und als Trainingsschiff zwischen der US-Westküste und Hawaii, bis sie am 2. November für drei Monate in der Long Beach Naval Shipyard eindockte. Nach kleineren Überholungen verließ die Truxtun die Werft Mitte Januar 1971 und kehrte in den Hafen von Long Beach zurück.
Am 9. Februar 1971 begann der dritte Einsatz der Truxtun, der sie über Hawaii nach Subic Bay führte. An der grundsätzlichen Routine änderte sich nichts: Auch 1971 standen Fahrten vor der Küste von Vietnam an, außerdem eine Patrouille in der Formosastraße. Am 10. Juli ließ die Truxtun die südchinesische See hinter sich und fuhr nach Fremantle in Australien, wo sie eine Woche im Hafen lag. Danach dampfte die Truxtun durch die Südsee, mit Liegezeit in Pago Pago, Amerikanisch-Samoa, zurück an die US-Westküste, wo sie am 17. August ankam. Nach einigen Monaten Übungen wurde der Hangar für die Helikoptergeneration Light Airborne Multi-purpose System erweitert, Mitte November folgten dann Tests der Neueinbauten. Bis Mitte 1972 fanden weitere Manöver in heimischen Gewässern statt.
Am 13. Juli verließ die Truxtun Long Beach und fuhr über Pearl Harbor nach Subic Bay. Während des Dienstes als Radarvorposten wetterte das Schiff drei Taifune ab. Die Radarmänner wiesen während dieses Einsatzes Kampfflugzeuge auf vietnamesische Kampfflugzeuge ein und waren so an elf Abschüssen beteiligt. Dieser Einsatz war am 12. Februar 1973 beendet. Den Frühling und Sommer des Jahres verbrachte die Truxtun einmal mehr mit Übungen und als Plattform für Trainingsfahrten.
Die fünfte Einsatzfahrt der Truxtun begann am 17. August. Wiederum lagen CSAR und Radarvorposten-Dienste an, die Fahrt endete Weihnachten des Jahres. Ab Januar 1974 begann die erste große Überholung des Schiffes, die 18 Monate dauern sollte und in der Puget Sound Naval Shipyard stattfand. Unter anderem wurden hierbei die Reaktoren mit neuem nuklearen Brennstoff befüllt. Diese Liegezeit dauerte bis zum 31. Juli 1975. Während der Überholung wurde außerdem in der gesamten US Navy die Klassifizierung DL aufgelöst und die Truxtun als CGN reklassifiziert, war also ab diesem Zeitpunkt ein Lenkwaffenkreuzer. Nach der Ausdockung wechselte die Truxtun ihren Heimathafen und lag von da an in der Naval Station San Diego in San Diego, Kalifornien. Das folgende Jahr verbrachte der Kreuzer mit Routineoperationen vor Kalifornien.

### Einsätze in Pazifik und Indischem Ozean in Friedenszeiten
Am 30. Juli 1976 verließ die Truxtun ihre Basis in San Diego. Nach zweiwöchigen Trainingsfahrten in den Gewässern um die hawaiischen Inseln setzte das Schiff Kurs westwärts, legte Hafenliegezeiten in Wellington, Neuseeland und Melbourne ein und begab sich dann nach Subic Bay, wo sie am 25. September ankam. Nach einem Monat Manöverfahrten in den Regionen um Subic Bay fuhr die Truxtun am 28. Oktober weiter westwärts in den Indischen Ozean. Dort nahm sie an Operation Midlink 76 teil, einem multinationalen Manöver in pakistanischen Gewässern. Nach dem Manöver und einem Besuch der Stadt Karatschi fuhr der Kreuzer am 24. November zurück nach Subic Bay. Neben weiteren lokalen Operationen besuchte die Truxtun im Januar 1977 Hongkong und fuhr danach mit Enterprise und Long Beach zurück in den Indischen Ozean, wo Übungen mit der Marine von Singapur durchgeführt wurden. Außerdem wurde „Operation Houdini“ durchgeführt. Dabei fuhren die drei nuklear getriebenen Schiffe lange Zeit mit hoher Geschwindigkeit, um einem sowjetischen Kreuzer der Kynda-Klasse davonzulaufen, der die Gruppe beschatten sollte. Nachdem dies gelungen war, besuchte die Truxtun unter anderem Port Victoria auf den Seychellen und kehrte am 13. März nach Subic Bay zurück, vier Tage später begannen die drei Schiffe die Heimfahrt an die US-Westküste, die sie mit einer Durchschnittsgeschwindigkeit von 24 Knoten in elf Tagen durchführten.
Auf den Einsatz folgte wiederum eine Phase von Übungen, unter anderem wurden Geschützübungen und U-Jagd-Übungen durchgeführt. Ab November wurden in der Puget Sound Naval Shipyard kleinere Reparaturen durchgeführt, ab Dezember bis April 1978 folgen lokale Operationen von San Diego aus. Der siebte Einsatz fand ab dem 4. April statt. Mit der 7. Flotte, wiederum als Kampfgruppe mit Enterprise und Long Beach, wurden mehrere Übungen mit Anrainerstaaten des Indischen Ozeans durchgeführt. Unter anderem legte die Truxtun in Colombo, Sri Lanka und Perth in Australien an. Der Kreuzer kehrte am 27. Oktober nach San Diego zurück und verbrachte den Rest des Jahres 1978 mit kleineren Überholungen und lokalen Operationen.

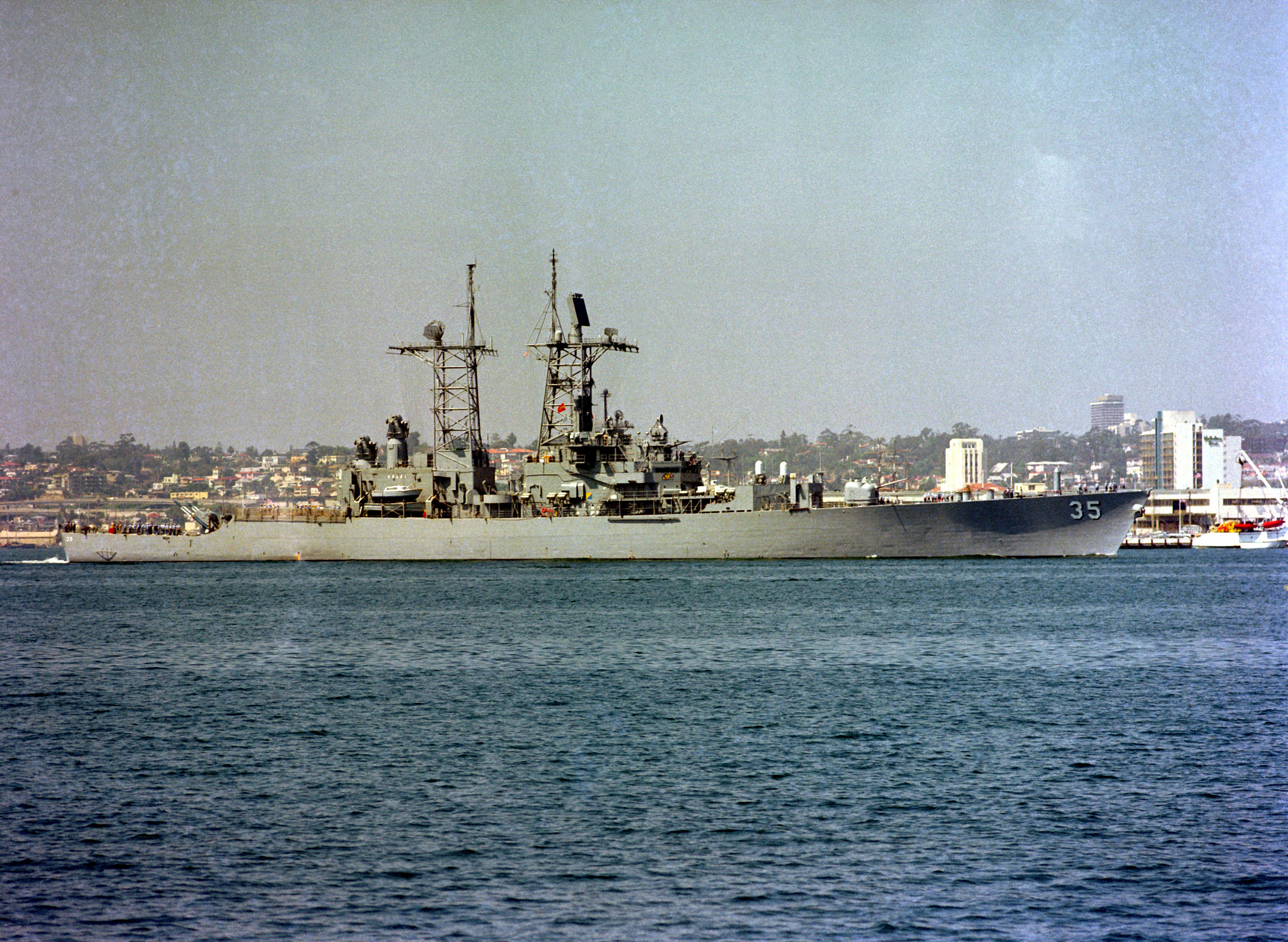
Die Truxtun 1984 im Hafen von San Diego

Ihre nächste Einsatzfahrt begann die Truxtun Anfang 1980, da sich der Atomträger Enterprise im seit 1979 im Trockendock befand, mit der konventionell getriebenen Constellation. Im Rahmen der Geiselnahme von Teheran löste die Gruppe die  Dwight D. Eisenhower im Arabischen Meer ab. In drei Monaten dort ankerte die Truxtun nur kurz im Hafen von Diego Garcia. Erst auf dem Rückweg wurden wieder Freundschaftsbesuche in ausländischen Häfen, unter anderem Sattahip in Thailand, eingelegt. Von Neuseeland aus begab sich die Gruppe durch den Ironbottom Sound zurück zu Richtung USA, wo sie im Oktober ankamen.
Die neunte Einsatzfahrt, von Oktober 1981 bis April 1982, führte die Truxtun wiederum mit der Constellation in den Indischen Ozean. Unter anderem legte der Kreuzer Besuche in Australien und Mombasa, Kenia ein. Im Anschluss an diese Fahrt, ab Oktober 1982, wurde die Truxtun einer gründlichen Überholung, Nachfüllung des Brennstoffes und Aktualisierung ihrer Bewaffnung unterzogen. Diese Liegezeit in der Puget Sound Navy Shipyard dauerte bis Juli 1984. Nach einigen Testfahrten im Jahr 1985 folgte Anfang 1986 die nächste Verlegung.
Am 15. Januar 1986 verließ der Kreuzer mit Enterprise und USS Arkansas San Diego. Im April lief die Kampfgruppe durch den Sueskanal ins Mittelmeer ein, wo sie vor der Küste von Libyen in der Großen Syrte eingesetzt wurde. Nach zwei Monaten dort fuhr die Gruppe durch die Straße von Gibraltar, um das Kap der Guten Hoffnung und nach Australien, von dort über Subic Bay und Hawaii nach San Diego wo sie am 13. August. Dabei legte die Gruppe über 65.000 Meilen zurück.

### Einsätze im Persischen Golf
Die elfte Einsatzfahrt, ab Oktober 1987, der Truxtun, wiederum mit Enterprise und Arkansas, führte die Gruppe in den Persischen Golf, wo sie an der Bewachung kuwaitischer Supertanker im Rahmen der Operation Earnest Will beteiligt war. Nachdem die Samuel B. Roberts auf eine iranische Seemine gelaufen war, startete die US Navy einen Gegenangriff, genannt Operation Praying Mantis, während dessen die Truxtun Luftabwehr für die Enterprise leistete. Die Gruppe kehrte im Juni 1988 zurück nach San Diego, woraufhin eine neunmonatige Werftliegezeit in der Puget Sound Naval Shipyard folgte. Nach einigen Testfahrten wurde die Truxtun zum 1. Oktober 1989 nach Bremerton verlegt.
Die erste Fahrt aus diesem Hafen fand ab Februar 1990 mit Carl Vinson statt. Das Ziel war der Indische Ozean, die Fahrt endete weitgehend ereignislos im Juli des Jahres. Danach folgten über 12 Monate lokale Operationen.
Ab dem 13. August fuhr die Truxtun wiederum in den persischen Golf, wo sie als Kommandoschiff für Luftabwehr während der Operation Desert Storm diente und außerdem als Flaggschiff einer Gruppe Minensuchboote fungierte, die in kuwaitischen Gewässern nach Seeminen suchten. Ab April 1992 folgte eine zweimonatige Operation im Rahmen der Bekämpfung des Drogenschmuggels in Mittelamerika.
Ihre letzte Einsatzfahrt ab dem 12. Februar 1993 führte den Kreuzer noch einmal in den Golf, wo sie mit der Nimitz Manöver durchführte. Am 22. April wurde die Truxtun aus der Gruppe abgezogen und ins Rote Meer beordert, wo sie Durchsuchungen von Schiffen in Übereinstimmung mit den Waffensanktionen gegen den Irak durchführte. Insgesamt gingen Boarding-Teams von der Truxtun an Bord von 73 Frachtern, 53 weitere wurden sichtüberprüft oder angefunkt. Alle Schiffe waren unterwegs nach Aqaba in Jordanien. Zum 1. August 1993 endete die Fahrt in Bremerton.
Ab dem 18. August 1994 sollte die Truxtun den Schleppvorgang zweier Atomkreuzer nach Bremerton, wo diese zerlegt werden sollten, überwachen. Stattdessen durchfuhr sie den Panamakanal und führte weitere Operationen gegen Schmuggler in der Karibik durch. Noch 1994 kehrte das Schiff zurück in den Heimathafen, wo sie am 11. September 1995 außer Dienst gestellt wurde. Das Schiff wurde im Rahmen des Ship-Submarine Recycling Program zwischen 1997 und 1999 zerlegt.

## Technik

### Rumpf

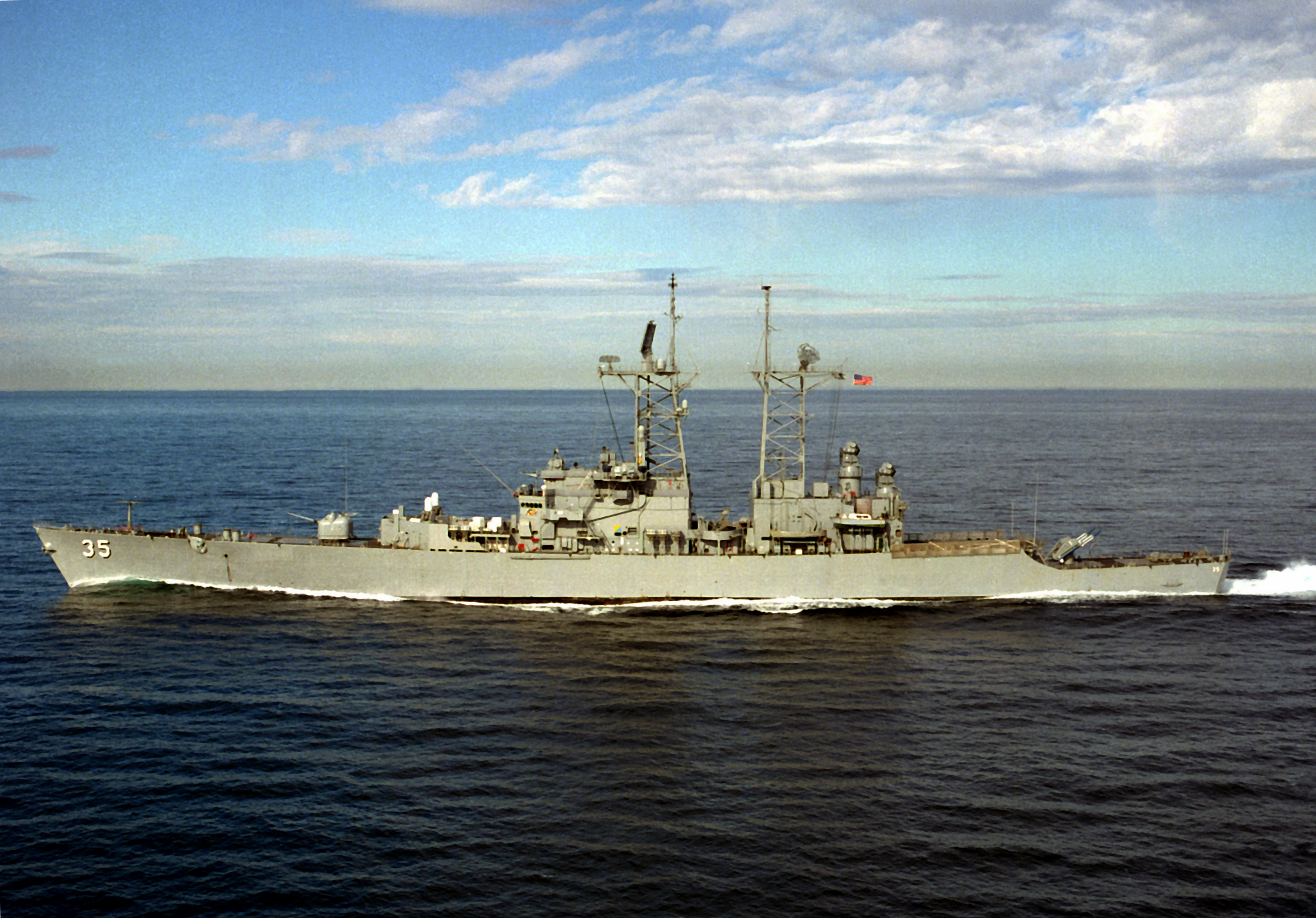
Seitenansicht der Truxtun

Der Rumpf der Truxtun basierte auf dem der konventionell getriebenen Belknap-Klasse. Zur Aufnahme der Antriebsanlagen wurde der Rumpf allerdings um ca. sechs Meter gestreckt und um einen Meter verbreitet. Dadurch und durch das höhere Gewicht von Reaktoren und Abschirmung verdrängte das Schiff rund 1.000 Tonnen mehr Wasser als die Schiffe der Belknap-Klasse, nämlich gut über 9.000 Tonnen. Der Tiefgang lag bei ca. 9,4 Metern. Die Anordnung der Deckshäuser wurde gegenüber den Belknaps weitgehend beibehalten, allerdings waren die der Truxtun ein wenig kleiner und weniger hoch. Aus diesem Grund wurden die Radaranlagen auf relativ hohen Gittermasten installiert, was das Schiff eher unelegant erscheinen ließ.
Im vorderen Deckshaus waren neben der Kommandobrücke auch die restlichen für die Gefechtsführung relevanten Räume, unter anderem Radar- und Sonarzentrale und Funkräume, untergebracht. Das achtere Deckshaus beherbergte den Hangar. Unter Deck lagen neben Reaktor- und Maschinenräumen auch die Unterkünfte für die Besatzung und deren Speise- und Aufenthaltsräume.

### Antrieb
Der Antrieb der Truxtun bestand aus zwei Druckwasserreaktoren vom Typ D2G. Das D steht hierbei für den Schiffstyp (Destroyer engl. für Zerstörer), die 2 bezeichnet die zweite Generation von Atomreaktoren der D-Serie, das G zeigt den Hersteller dieses Reaktors an, im Fall der Truxtun ist dies General Electric. Der Dampf des Reaktors wurde auf zwei Getriebeturbinen geleitet, von denen jede eine der beiden Wellen des Schiffs antrieb. Die Leistung lag bei 60.000 PS, die Truxtun konnte damit Geschwindigkeiten von über 30 Knoten erreichen und über lange Zeit halten.

### Bewaffnung

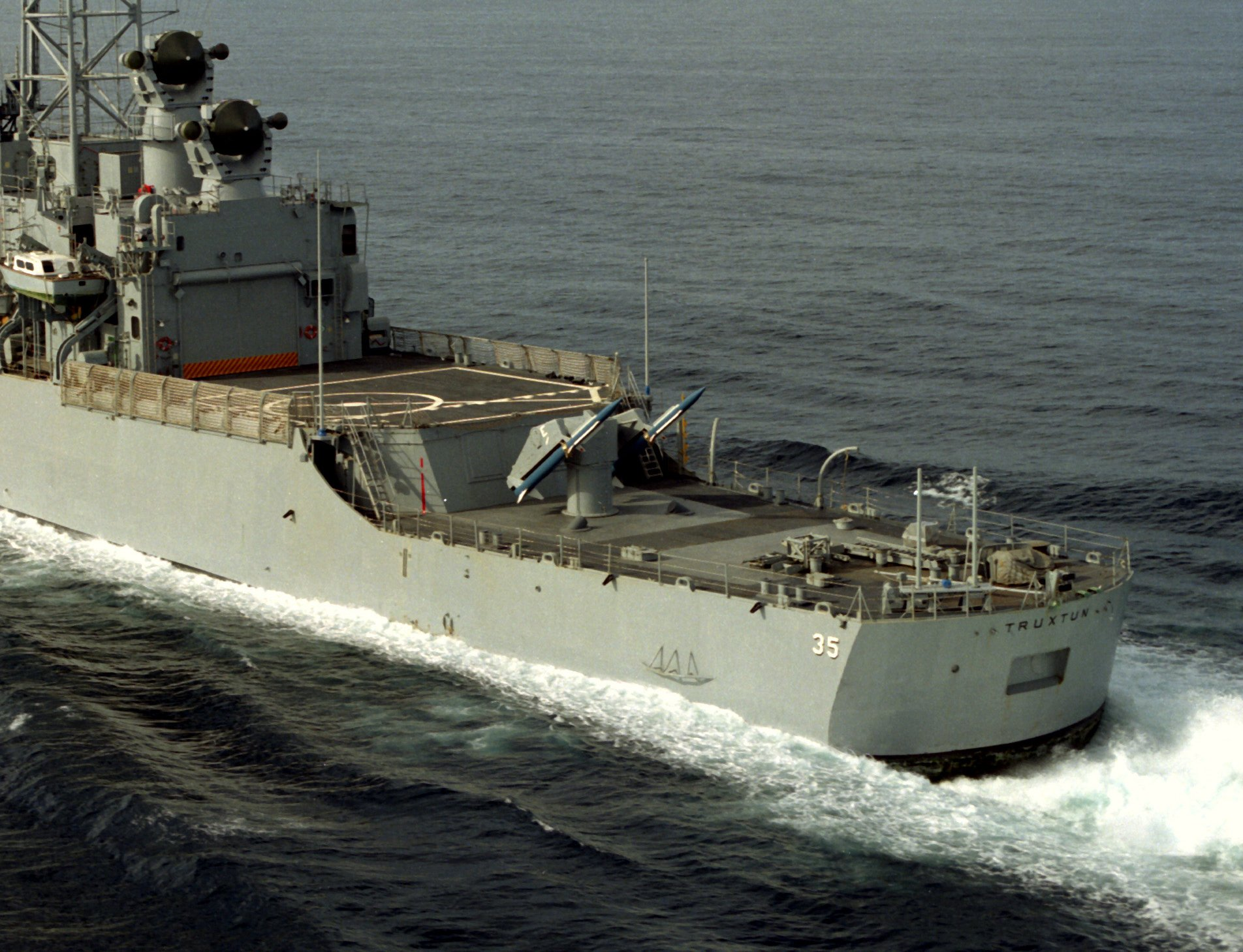
Der Mk-10-FK-Starter auf dem abgesetzten Achterdeck. Über dem Hangar die beiden Zielbeleuchter SPG-55. In der Vertiefung im Heckspiegel die zugeschweißten Öffnungen der früheren Torpedorohre

Zu Beginn ihrer Dienstzeit war die Truxtun vor allem zur Bekämpfung von Luftzielen und U-Booten ausgerüstet. Dazu besaß das Schiff am Heck einen Doppelarmstarter Mk. 10 Mod 7. Dieser konnte Flugabwehrraketen von Typ RIM-2 Terrier sowie Raketentorpedos ASROC verschießen. In drei horizontal gelagerten Trommelmagazinen, die sich unter dem Landedeck befanden, konnten je 20 Waffen verstaut werden, der übliche Mix waren 20 ASROC und 40 Terrier. Nach der Außerdienststellung der Terrier führte die Truxtun RIM-66 Standard Missile ER (für extended Range, große Reichweite) mit. Mittschiffs gab es auf jeder Seite, starr in den Aufbauten verbaut, zwei Torpedorohre, die den Mark 46 zum Einsatz gegen U-Boote verschießen konnten. Am Bug befand sich ein Geschütz von Typ Mk. 42. Dieses 5 Zoll/127-mm-Geschütz mit Kaliberlänge 54 konnte auf kurze Reichweite gegen Boden-, Luft- und Seeziele eingesetzt werden.
1980 wurden zwei 7,6-cm-Flak-Doppellafetten Kaliberlänge 50 entfernt, die zwischen den Deckshäusern aufgestellt waren. Am Heck befanden sich zwei weitere, kleinere Torpedorohre, die jedoch bei der Werftliegezeit 1973–1975 deaktiviert und verschweißt wurden. Eine deutlich erkennbare Vertiefung blieb zurück.
Anfang der 1980er Jahre wurden an Bord der Truxtun mehrere Waffensysteme nachgerüstet. Dies waren einerseits zwei Starter Mk. 141 für je vier Seezielflugkörper AGM-84 Harpoon, die zwischen den Deckshäusern an Stelle der Flakgeschütze aufgestellt wurden. Für die Nahbereichsverteidigung wurden zwei Close-in-Weapon-Systems vom Typ Mk. 15 Phalanx installiert. Diese beiden Gatlingkanonen, die vor den Aufbauten positioniert waren, können anfliegende Seezielflugkörper mit 3000 Schuss pro Minute beschießen und so zerstören.

### Elektronik

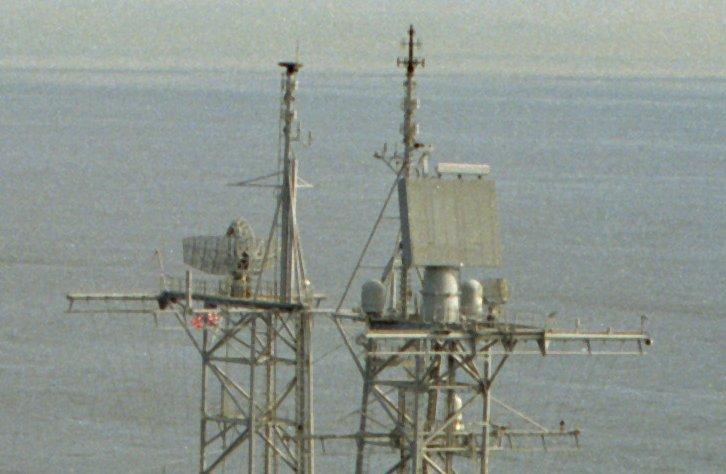
Radarsysteme: Auf dem vorderen Mast Flächenantenne SPS-48, davor schwer erkennbar SPS-10. Achtern SPS-40

Die Elektronik an Bord wurde während der gesamten Dienstzeit beibehalten, lediglich die Ausrüstung für Elektronische Kampfführung wurde aufgerüstet.
Als Navigations- und Oberflächensuchradar war auf dem vorderen Mast das SPS-10 von Raytheon installiert. Als Luftsuchradar wurde, angebracht auf dem achteren Mast, das SPS-40 von Lockheed mit einer Reichweite von bis zu 200 Seemeilen (370 Kilometer) gewählt. Für dieses 2D-Radar war auf dem vorderen Mast die auffällige Flächenantenne des SPS-48 von ITT-Gilfillan installiert, das als Höhenfinder agierte.
Für die Feuerleitung der Flugabwehrraketen waren auf dem Hangar zwei Zielbeleuchter vom Typ SPG-55 installiert, gefertigt von Sperry & RCA. Das bedeutet, dass nur zwei Raketen gleichzeitig gelenkt werden konnten. Die Feuerleitung des Geschützes wurde von einem Radar vom Typ SPG-53 von Western Electric, das über der Brücke angebracht war, sichergestellt.
Das Sonarsystem der Truxtun bestand aus dem SQS-26-System. Dieses Sonar, welches im Bug des Kreuzers installiert war, konnte Ziele sowohl aktiv und passiv, als auch direkt oder über eine Konvergenzzone hinweg orten. Um auf die Truxtun abgeschossene Torpedos zu verwirren, konnte das Schiff eine Nixie nachschleppen. Dieser Täuschkörper ("Köder") imitierte die Schiffsgeräusche, was Torpedos mit akustischer Zielsuche vom tatsächlichen Schiff ablenken sollte.
Die Systeme zur elektronischen Kampfführung bestanden bei Indienststellung aus dem WLR-6. Diese wurden bei dem Umbau Anfang der 1980er Jahre durch SLQ-32 ersetzt. Die Antennen dieses Systems konnten für Fernmelde- und elektronische Aufklärung sowie als Störsender eingesetzt werden. Ebenfalls zum SLQ-32-Paket an Bord der Truxtun gehörte das Mark 36 SRBOC, das Düppel und Flares in die Luft schießt, die anfliegende Raketen sowohl mit Radar-, wie auch mit Infrarotsuchkopf vom Schiff ablenken sollen.

### Luftfahrzeuge
Die Truxtun war der erste Atomkreuzer, der neben einer Landefläche für Helikopter auch mit einem Hangar ausgerüstet war, was die permanente Stationierung eines Helikopters vor allem zur U-Jagd auf dem Kreuzer erlaubte. Dieser Hangar war 12,3 × 5,1 Meter groß und konnte einen Hubschrauber aufnehmen. Zu Beginn war dies ein Helikopter des QH-50-DASH-Systems. Dieses Akronym steht für Drone Antisubmarine Helicopter und war ein unbemannter Anti-U-Boot-Helikopter.
1971 wurde das Schiff jedoch für Starts und Landungen von bemannten Hubschraubern nach dem LAMPS-I-Standard (Light Airborne Multi-purpose System, dt.: Leichtes luftgestütztes Mehrzwecksystem) ausgerüstet. Dies bedeutete, dass seit dem vierten Einsatz jeweils ein Kaman SH-2 Seasprite an Bord war. Ursprünglich war eine weitere Aufrüstung geplant, um den Sikorsky SH-60 Seahawk (LAMPS III) aufnehmen zu können, diese Pläne wurden allerdings um 1980 herum aufgegeben. Als Funkfeuer wurde zu Beginn TACAN URN-20 eingesetzt, ab 1984 dann URN-25.

## Einsatzprofil

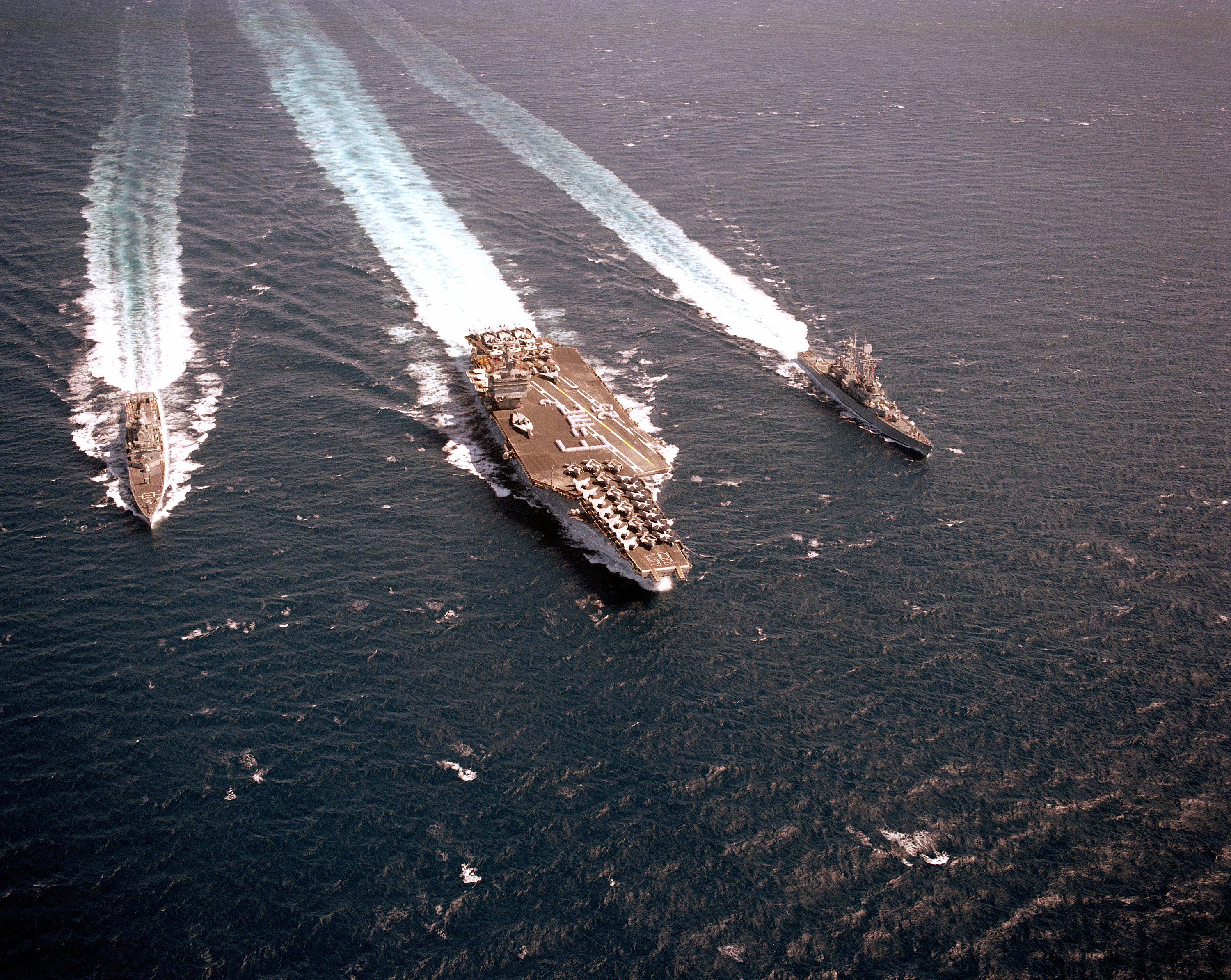
Truxtun (rechts) 1986 mit Enterprise und Arkansas

Man merkte der ursprünglichen Bewaffnung der Truxtun deutlich an, dass sie nicht als Kreuzer konzipiert war. Durch ihre Langstreckenflugabwehrraketen besaß das Schiff zwar gewisse Offensivfähigkeiten gegen Luftziele, jedoch wären klassische Kreuzer-Operationen abseits einer Flotte, wie zum Beispiel Überwachung und Freihalten von Seewegen, durch die fehlenden Kapazitäten gegen Seeziele nicht ohne weiteres möglich gewesen. Dies änderte sich erst durch die Installation der Seezielflugkörper, welche aber erst Jahre nach der Reklassifikation an Bord kamen.
Diese Einschätzung wird auch durch den Fakt unterstützt, dass die Truxtun im Vietnamkrieg als Luftverteidigung für die Flugzeugträger eingesetzt wurde. Dass die Truxtun auch später, als vollwertiger Kreuzer mit Harpoon-Flugkörperbewaffnung, als Geleitschutz eingesetzt wurde, zeigt eher, dass die formale Klassifikation heute eher zweitrangig ist. Die Besonderheit, der Atomantrieb, schlug sich auch im Einsatzprofil der Truxtun nieder. So fuhr sie mehrere Einsatzfahrten mit anderen nuklear getriebenen Einheiten, um den Vorteil auszuspielen beziehungsweise das Einsatzprofil zu trainieren, dass die Schiffe auch nach langem Anmarsch in hoher Geschwindigkeit im Zielgebiet sofort einsatzfähig sind.